# Allium tuvinicum
Allium tuvinicum är en amaryllisväxtart som först beskrevs av Nikolai Walterowich Friesen, och fick sitt nu gällande namn av Nikolai Walterowich Friesen. Allium tuvinicum ingår i släktet lökar, och familjen amaryllisväxter. Inga underarter finns listade i Catalogue of Life.